# Sinh vật có ích
Sinh vật có ích (Beneficial organism) là sinh vật có lợi trực tiếp hoặc gián tiếp đối với thực vật bao gồm vi sinh vật có ích, côn trùng có ích, động vật hữu ích và các sinh vật có ích khác, nó có thể bao gồm các dạng vi rút, vi khuẩn, vi trùng, vi nấm, vi sinh vật tuyến trùng, nấm, côn trùng, động vật, thực vật và các sinh vật khác có tác dụng hạn chế tác hại của loài dịch hại đối với tài nguyên thực vật. Trong nông nghiệp và làm vườn, sinh vật có lợi hay sinh vật có ích là bất kỳ sinh vật nào có lợi cho quá trình trồng trọt, bao gồm côn trùng, loài nhện, động vật khác, thực vật, vi khuẩn, nấm, vi rút và tuyến trùng. 

## Đại cương
Các lợi ích bao gồm kiểm soát sâu bệnh, thụ phấn và duy trì tình trạng của đất đai (làm tơi xốp đất). Đối lập với sinh vật có ích là sinh vật gây hại, là sinh vật bị coi là bất lợi cho quá trình sinh trưởng của cây trồng. Sự phân biệt giữa cái gọi là sinh vật có lợi và sinh vật gây hại là tùy tiện, chủ quan được xác định bằng cách xem xét ảnh hưởng của một sinh vật cụ thể trong một tình huống trồng trọt cụ thể. Có nhiều loại sinh vật có ích khác nhau cũng như vi sinh vật có ích. Ngoài ra, vi sinh vật có những thứ như muối và đường trong đó. Thực vật cũng thực hiện các chức năng tích cực cũng có thể được coi là có lợi (trồng xen kẽ là một kỹ thuật dựa trên nguyên tắc của cây có ích). Các sinh vật có lợi bao gồm nhưng không giới hạn ở: Chim, Gấu, Tuyến trùng, Côn trùng, nhện và nấm.
Những cái cách mà chim và gấu được coi là có lợi chủ yếu là do chúng ăn hạt giống từ thực vật và giúp phát tán hạt khi thải qua phân. Các loài chim cũng săn bắt một số loài côn trùng ăn thực vật và cản trở chúng phát triển, những loài côn trùng này được gọi là sinh vật không có lợi (Thiên địch). Tuyến trùng được coi là có lợi vì chúng sẽ giúp ủ phân và cung cấp chất dinh dưỡng cho đất mà cây đang phát triển, giun sẽ giúp đất tơi xốp. Côn trùng và nhện giúp quá trình phát triển vì chúng săn mồi cho các sinh vật không có lợi chuyên bám vào thực vật để làm thức ăn. Nấm hỗ trợ quá trình phát triển bằng cách sử dụng các sợi dài của sợi nấm có thể vươn xa cây hoặc cây trồng và mang nước và chất dinh dưỡng trở lại cây hoặc rễ cây.

## Vấn đề
Trong nông nghiệp, vẫn có những tranh cãi xoay quanh khái niệm côn trùng có ích, phần lớn điều này liên quan đến tác dụng của các hóa chất nông nghiệp, như thuốc trừ sâu, thuốc diệt cỏ và một lượng lớn phân bón tổng hợp, đối với những thứ được coi là có lợi. Việc giảm hoặc loại bỏ các sinh vật khác nhau là tác dụng phụ của canh tác dựa trên nông nghiệp, một số người cho rằng thiệt hại nghiêm trọng đang được thực hiện đối với các hệ sinh thái khác nhau, đến mức nông nghiệp thông thường không bền vững trong quy hoạch xã hội dài hạn. Ví dụ, nếu quần thể ong tiếp tục bị suy giảm bởi các loại thuốc trừ sâu nhằm vào các loài gây hại khác, thì quá trình thụ phấn sẽ bị hạn chế hơn nữa và cây trồng không đâm hoa kết trái.
Nếu vi sinh vật trong lòng đất bị tiêu diệt, quá trình tái tạo đất tự nhiên bị ức chế, và sự phụ thuộc vào các yếu tố đầu vào cơ học và hóa học để giữ cho đất phì nhiêu sẽ tăng lên, cùng với nhiên liệu cần thiết để cung cấp năng lượng cho các máy này. Tác động lâu dài của những điều kiện này vẫn chưa được xác định. Các liên doanh thương mại hiện đang tồn tại để cung cấp các loài thụ phấn và kiểm soát dịch hại sinh học, chẳng hạn như những người nuôi ong mang tổ ong của họ xuyên quốc gia đến bất kỳ số trang trại nào vào mùa xuân để thụ phấn cho cây trồng của họ hoặc thu mua bọ rùa từ các trung tâm vườn trong các thùng chứa nhỏ.

## Ở Việt Nam
Tại Việt Nam, theo quy định của pháp luật thì bảo vệ và phát triển sinh vật có ích là một yêu cầu phòng, chống sinh vật gây hại thực vật, và sinh vật có ích sử dụng trong bảo vệ thực vật khi nhập khẩu phải thực hiện các quy định về kiểm dịch. Sinh vật có ích chỉ được nhân nuôi, sử dụng sau khi được cơ quan chuyên ngành bảo vệ và kiểm dịch thực vật kết luận bảo đảm yêu cầu về kiểm dịch thực vật sau khi kiểm dịch tại khu cách ly kiểm dịch thực vật. Bộ trưởng Bộ Nông nghiệp và Phát triển nông thôn quy định cụ thể số lượng mẫu giống cây trồng, sinh vật có ích được phép nhập khẩu.
Sinh vật có ích nhập nội trong quá trình sử dụng phải được theo dõi, đánh giá, phát hiện và xử lý kịp thời những tác động bất lợi do chúng gây ra. Sinh vật có ích thì số lượng được quy định cụ thể trong báo cáo phân tích nguy cơ dịch hại. Đối với sinh vật có ích thì kiểm tra độ thuần, tính chuyên tính ký chủ trong khu nhân nuôi cách ly. Đối với côn trùng, nhện có ích còn kiểm tra thêm chỉ tiêu về ký sinh bậc 2. Kiểm tra toàn bộ số cá thể để đánh giá độ thuần, kiểm tra, xác định tính chuyên tính ký chủ của lô vật thể, Đối với côn trùng, nhện có ích: kiểm tra, theo dõi hàng ngày tình trạng lô vật thể, thu thập các cá thể bị chết để kiểm tra ký sinh bậc 2. Thời gian kiểm tra, theo dõi kiểm dịch thực vật sau nhập khẩu đối với sinh vật có ích là ít nhất một thế hệ.